# City of Nedlands
City of Nedlands is een Local Government Area (LGA) in Australië in de staat West-Australië in de agglomeratie van Perth. City of Nedlands telde 22.132 inwoners in 2021. De hoofdplaats is Nedlands.